# Gwanghaegun de Joseon
Gwanghaegun o Príncipe Gwanghae (1574–1641; reinado de 1608–1623) fue el decimoquinto rey de la dinastía Joseon. Su nombre personal fue Yi Hon. 

## Historia
Fue el segundo hijo del Rey Seonjo y Lady Gong, una de sus concubinas. Cuando Japón invadió Corea fue nombrado príncipe heredero. Mientras el rey huyó hacia el norte, Gwanghae se convirtió en el gobernador de facto de la dinastía.
Cuando el Rey Seonjo falleció la facción del norte escondió el documento donde se estipulaba que él era el sucesor oficial y quisieron instalar al Príncipe Youngchang como rey aunque más tarde se descubrió el complot y el responsable fue ejecutado.
En 1623 Gwanghae fue depuesto mediante un golpe de Estado por la facción del este. Primero fue confinado en la isla Ganghwa y posteriormente en la isla Jeju, donde murió en 1641.

## Nombre póstumo
- Rey Checheon Heungun Jundeok Honggong Sinseong Yeongsuk Heummun Inmu Seoryun Ipgi Myungseong Gwangryeol Yungbong Hyeonbo mujeong Jungheui Yecheol Jangeui Jangheon Sunjeong Geoneui Sujeong Changdo Sungeop el Grande de Corea
- 체천흥운준덕홍공신성영숙흠문인무서륜입기명성광렬융봉현보무정중희예철장의장헌순정건의수정창도숭업대왕
- 體天興運俊德弘功神聖英肅欽文仁武敍倫立紀明誠光烈隆奉顯保懋定重熙睿哲壯毅章憲順靖建義守正彰道崇業大王